# Lago Cholila
Lago Cholila är en sjö i Argentina.   Den ligger i provinsen Chubut, i den sydvästra delen av landet, 1 400 km sydväst om huvudstaden Buenos Aires. Lago Cholila ligger 539 meter över havet. Arean är 16,5 kvadratkilometer. Den sträcker sig 3,1 kilometer i nord-sydlig riktning, och 11,1 kilometer i öst-västlig riktning.
Trakten runt Lago Cholila består i huvudsak av gräsmarker. Runt Lago Cholila är det mycket glesbefolkat, med 4 invånare per kvadratkilometer.